# 용금옥
용금옥은 대한민국 서울에 있는 유서 깊은 한식 음식점이다. 대한민국에서 가장 오래된 식당 중 하나이며, 서울에서 세 번째로 오래된 식당으로 1932년에 처음 문을 열었다. 미꾸리 국인 추어탕을 전문으로 한다. 이 식당은 창립 이래 같은 가족의 3대에 걸쳐 운영되고 있다. 중구 다동과 통인동에 두 개의 지점이 있으며, 다동 지점이 더 오래되었다. 이 식당은 유명한 관광 명소가 되었다. 미쉐린 가이드에 빕 구르망 식당으로 등재되어 있다. 2013년에는 서울미래유산으로 지정되었다.

## 설명
용금옥은 "솟아나는 금의 집"이라는 뜻으로, 가게가 번성하기를 바라는 염원을 담고 있는 것으로 보인다. 이 식당은 처음에는 이름이 없었고, 시인 변영로와 같은 단골손님이 이름을 지어준 것으로 알려져 있다.
이 식당은 서울식 추어탕을 제공하며, 식당에서는 이 음식을 추탕이라고 부르는데, 이는 이 음식의 옛 이름이다. 서울 시민들에게도 잘 알려지지 않은 서울식 추어탕은 삶은 소 맑은국, 고추 플레이크, 두부, 두부껍질, 버섯, 국수, 미꾸리로 만든다. 생선 뼈는 작고 부드러워서 생선을 통째로 먹도록 되어 있다. 다른 식당에서는 보통 갈아서 페이스트 형태로 만든 추어탕을 제공하지만, 서울식은 과거 고객들이 생선이 진짜인지 확인하고 싶어 했기 때문에 시작되었고, 그 관행이 굳어졌다고 한다. 이 국은 풍성한 파와 함께 제공된다. 이 스타일은 1950년대까지 인기가 많았다고 한다.
두 지점은 대체로 동일한 음식을 제공하지만, 다동 지점은 국물에 양을 사용하고 통인동 지점은 소뼈를 사용한다. 양을 사용하는 것이 원래의 방식에 더 가깝다고 한다. 두 지점은 비교적 독립적으로 운영되고 있다고 한다.

## 역사

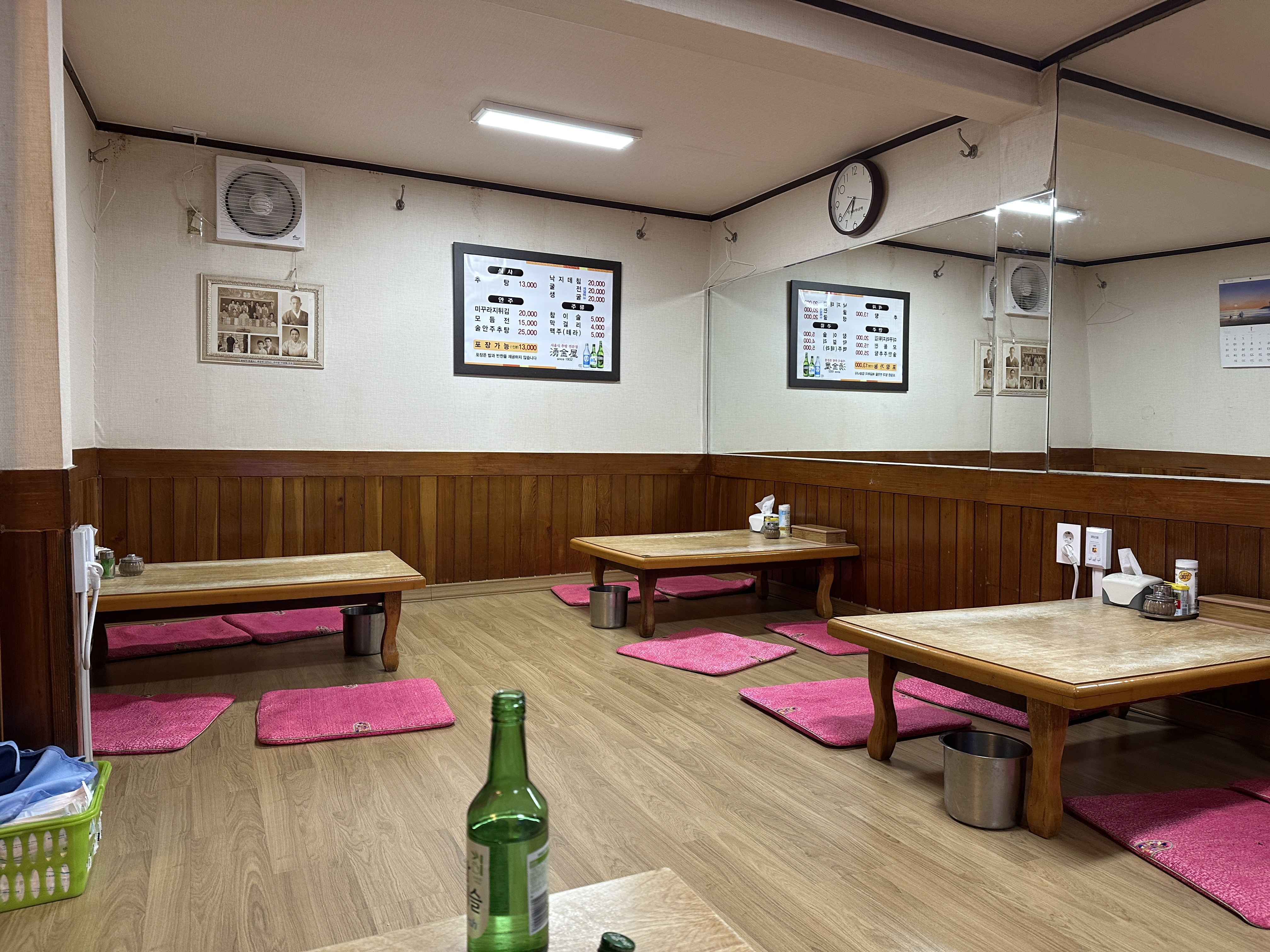
식당 내부 (2025)

이 식당은 1932년, 20대 초반의 신혼부부였던 홍기녀가 설립했다. 그녀는 신석숭과 결혼했다. 이 식당은 현재 무교동에 위치해 있었는데(원래 위치는 현재 더익스체인지서울이라는 건물이다). 이 사업은 1910년에서 1945년까지의 일제강점기에 시작되었다. 식당 설립 당시 인근 청계천에는 미꾸리가 많이 서식하고 있었다. 식당은 빠르게 인기를 얻었고, 홍기녀는 훌륭한 요리사로 명성을 얻었다. 전성기에는 식당의 크기가 약 100 평 (330 m2)에 달했다.

1960년에 식당은 재정난과 지역 재개발로 인해 문을 닫았다. 옛 고객들의 수많은 문의를 받은 후, 식당은 현재의 다동 위치에서 영업을 재개했다. 이곳은 식당 직원들의 휴식 공간으로 사용되었던 약 23 평 (76 m2) 규모의 전통적인 한옥 스타일 집이었다. 두 지점은 약 100 m (330 ft) 떨어져 있다. 1982년 홍기녀가 사망한 후, 사업은 그녀의 막내 며느리 한정자에게 넘어갔다. 1997년경 한정자는 무교동에 또 다른 지점을 열었고, 이 지점은 10년 후 통인동으로 이전했다. 다동 지점은 창업자의 손자인 신동민이 운영하고 있다. 신동민은 사업을 계속하기 위해 건설 회사 직장을 그만두었다.

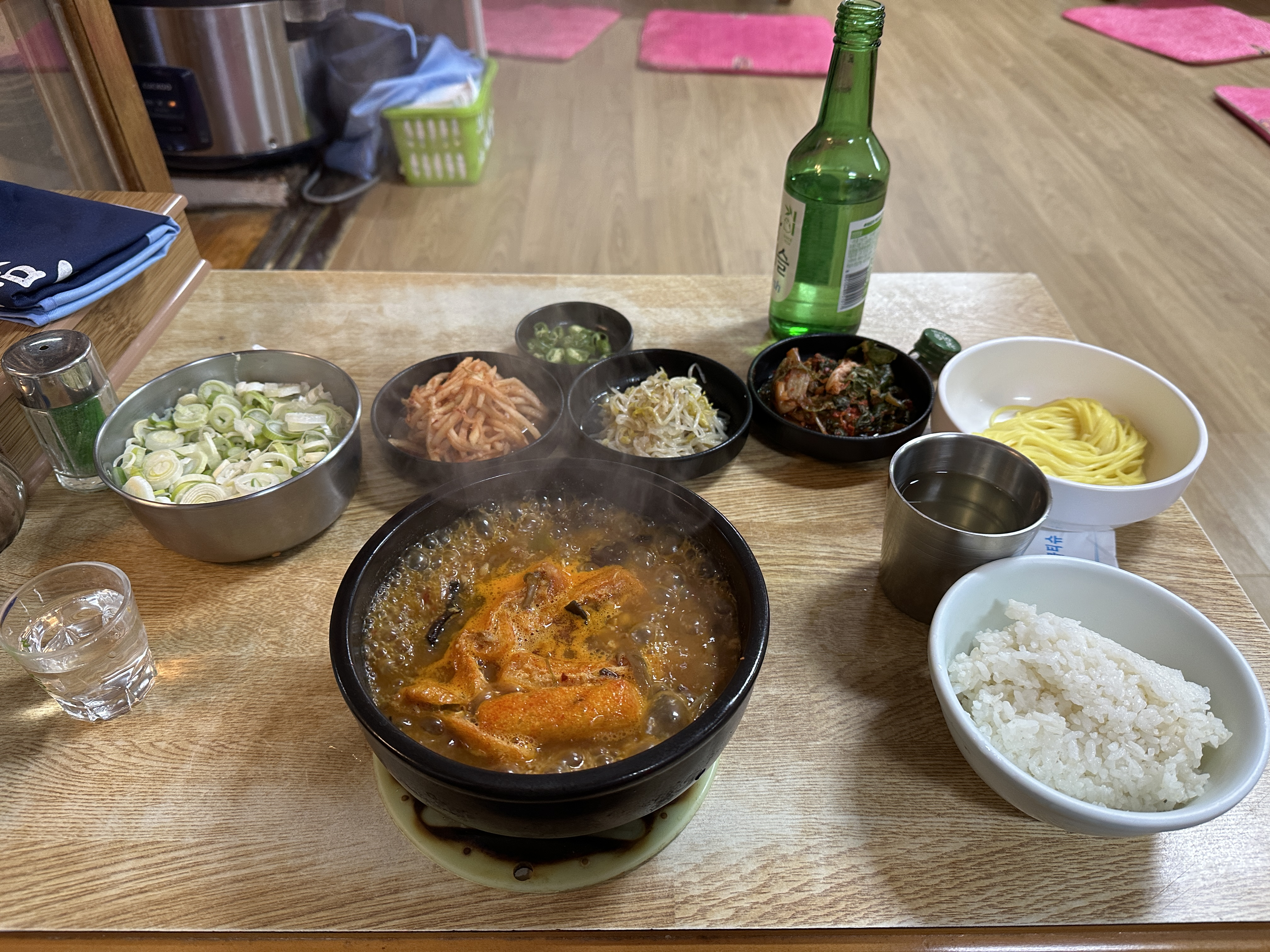
식당에서 제공되는 추어탕 (앞, 검은 그릇), 2025

이 식당의 서울 도심 위치는 한국 역사상 많은 저명한 인사들을 맞이했다. 식당 내부의 다양한 신문 기사들은 시간이 지남에 따라 방문했던 사람들을 보여준다. 북한의 건국 지도자 김일성의 동생인 김영주가 중국에서 서울로 돌아온 후 이 식당에서 식사했다는 불확실한 사실의 이야기가 있다. 1953년, 6.25 전쟁 휴전 협상 중 김일성 통역관이 이 식당이 아직도 운영 중인지 물었다. 1973년 남북한 회담 중 북한 대표 박성철은 용금옥이 여전히 영업 중인지 물었다. 1990년 북한 총리 연형묵은 서울 방문 중 이 식당에서 두 번 식사했다. 전 대한민국 국회의장 이만섭은 이 식당의 팬이었다. 그의 사진이 가게에 걸려 있다. 문재인 대통령은 2017년 노동조합 행사를 위해 청와대에서 용금옥 추어탕을 상징적으로 제공했다. 이 음식은 오랫동안 노동 계층의 음식으로 여겨져 왔다.
이 사업장은 2013년에 서울미래유산으로 지정되었다. 일부 단골손님들은 수십 년 동안 방문해왔으며, 2020년에 인터뷰한 한 단골손님은 1960년대부터 꾸준히 방문했다고 보고했다.
2018년에 두 지점 모두 가족 승계자가 있다고 보고되었다. 한 소유주는 사업이 수익성이 높지 않고 고객 기반이 적당하며, 가족 내에서 가능한 한 오래 운영하는 것이 목표라고 인정했다. 이 사업은 코로나19 범유행으로 심각한 영향을 받았다. 팬데믹 이전에는 하루에 약 200명의 고객이 있었지만, 이 숫자는 절반으로 줄었다. 게다가 2022년경 다동은 상당한 재개발을 겪고 있었고, 식당 주인은 건물 재건축을 걱정했다.

## 같이 보기
- 이문설농탕 – 서울과 대한민국에서 가장 오래 운영되는 식당